# Axtell, Nebraska
Axtell är en ort i Kearney County i Nebraska. Vid 2010 års folkräkning hade Axtell 726 invånare.